# Staatsnotar
Staatsnotar ist ein Begriff aus der österreichischen Verfassungsgeschichte, in der er den Leiter des Staatssiegelamtes zwischen Dez. 1918 und März 1919 bezeichnete. Im Allgemeinen, Notar eines Staates.

## Geschichte
Die Provisorische Nationalversammlung des zusammenbrechenden Habsburgerreiches bildete im Oktober 1918 aus ihrer Mitte zunächst einen Vollzugsausschuss, welcher die Eigenstaatlichkeit Deutschösterreichs vorbereiten sollte. Im Gesetz vom 19. Dezember 1918 (StGBl. Nr. 139/1918) „über die grundlegenden Einrichtungen der Staatsgewalt“ wurden nach dem Wegfall des Kaisers als Staatsoberhaupt die Aufgabenbereiche der Regierungs- und Vollzugsgewalt novelliert und konkretisiert. Dies betraf insbesondere die funktionellen Bestimmungen des Staatsrates, der Staatsregierung (Kabinett) und des Staatskanzlers. Nach seinem § 3 Abs. 2 führt der Leiter des Staatssiegelamtes den Titel „Staatsnotar“. Die Aufgabe des Staatsnotars bestand im Wesentlichen darin, die Beschlüsse des Staatsrates und seines Direktoriums zu beurkunden (§ 3 Abs. 3 und § 6 Abs. 2). Das Staatssiegelamt sollte den Staatsnotar in seiner Mitwirkung bei den ihm obliegenden Beurkundungen unterstützen. Überdies verwahrte es die Siegel, Embleme und Kleinodien des Staates (§ 13).
Aufgehoben wurde das Amt des Staatsnotars bereits durch Gesetz vom 14. März 1919 (StGBl. Nr. 180/1919), wobei die Geschäfte des Staatsnotars auf das spätere Präsidentenamt der Ersten Republik in Österreich übergingen.
Erster und einziger Staatsnotar war Julius Sylvester (1854–1944), der ab 1919 als Mitglied des österreichischen Verfassungsgerichtshofes tätig war.